# Susanne Beyer
Susanne Beyer, z domu Helm (ur. 24 czerwca 1961 w Suhl) – niemiecka lekkoatletka specjalizująca się w skoku wzwyż. W czasie swojej kariery reprezentowała Niemiecką Republikę Demokratyczną i SC Dynamo Berlin.
Odbywała studia na kierunku Fizjoterapia.

## Sukcesy sportowe
- siedmiokrotna medalistka mistrzostw NRD w skoku wzwyż – 3x złota (1983, 1985, 1987), 3x srebrna (1984, 1986, 1988) oraz brązowa (1982)[2]
- sześciokrotna medalistka halowych mistrzostw NRD w skoku wzwyż – 2x złota (1984, 1987), 2x srebrna (1985, 1990) oraz 2x brązowa (1980, 1986)[3]

| Rok  | Miasto       | Zawody                    | Konkurencja | Wynik         |
| ---- | ------------ | ------------------------- | ----------- | ------------- |
| 1983 | Helsinki     | mistrzostwa świata        | skok wzwyż  | 7. miejsce    |
| 1984 | Praga        | zawody "Przyjaźń-84"      | skok wzwyż  | 8. miejsce    |
| 1985 | Pireus       | halowe mistrzostwa Europy | skok wzwyż  | srebrny medal |
| 1986 | Stuttgart    | mistrzostwa Europy        | skok wzwyż  | 4. miejsce    |
| 1987 | Liévin       | halowe mistrzostwa Europy | skok wzwyż  | brązowy medal |
| 1987 | Indianapolis | halowe mistrzostwa świata | skok wzwyż  | srebrny medal |
| 1987 | Rzym         | mistrzostwa świata        | skok wzwyż  | brązowy medal |

## Rekordy życiowe
- skok wzwyż – 1,99 – Rzym 30/08/1987
- skok wzwyż (hala) – 2,02 – Indianapolis 08/10/1987